# Alimento energético
Os alimentos energéticos são os alimentos cuja função é dar, ao organismo, energia.

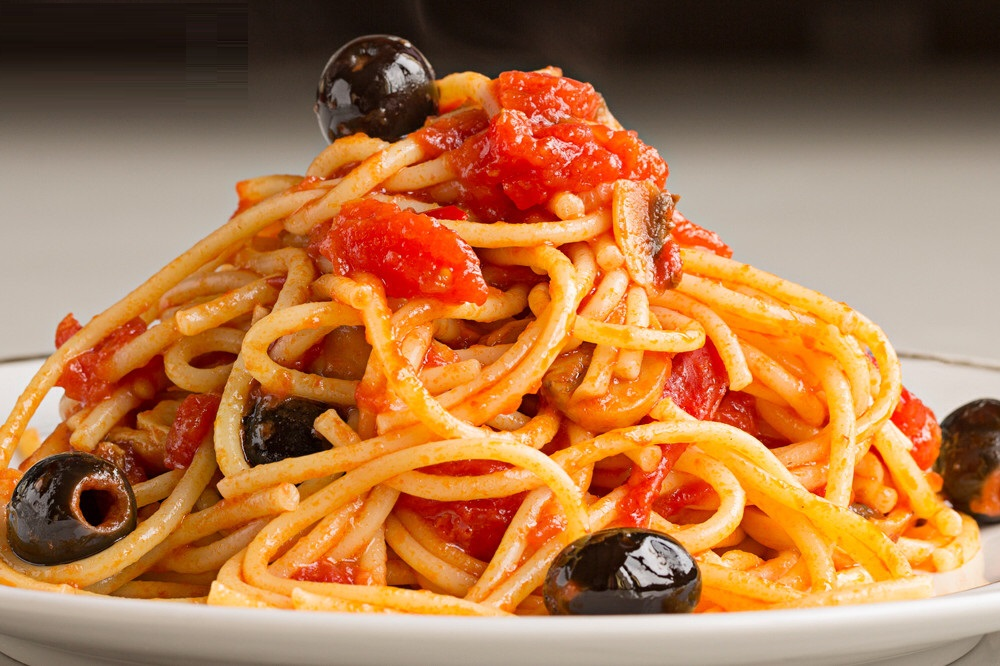
Espaguete: um exemplo de alimento energético

## Tabela
Aqui está uma tabela com todos os grupos alimentares: em itálico e sublinhados, os carboidratos, ou seja, os energéticos.
| Substância:  | Exemplos:                           | Função Principal:        |
| carboidratos |                                     | Calor e temperatura      |
| proteínas    | albumina (presente na clara do ovo) | construtora              |
| lipídios     | óleos e gorduras                    | energética e construtora |
| vitaminas    | verduras e legumes                  | reguladora               |

## Alguns exemplos de alimentos energéticos
- Pão
- Massas
- Farinha
- Arroz
- Banana
- Cereais em geral
- Batata-doce

e outros.

## Fonte
Silva Júnior, César da. Ciências: entendendo a natureza: o ser humano no ambiente (20ª ed.). Capítulo 5: Os Alimentos e seu Papel, p. 47. São Paulo, 2005.